# مجلس الوزراء البحريني
مجلس الوزراء البحريني هو السلطة التنفيذية في مملكة البحرين. وفقاً للمادة 33 (د) يعين الملك رئيس مجلس الوزراء ويعفيه من منصبه بأمر ملكي كما يعين الوزراء ويعفيهم من مناصبهم بمرسوم ملكي بناء على عرض رئيس مجلس الوزراء ، رئيس مجلس الوزراء حالياً هو ولي العهد الأمير سلمان بن حمد آل خليفة منذ 11 نوفمبر 2020. 

## التاريخ

### المؤسسات الإدارية
المؤسسات الإدارية كانت تشكل نواة للوزارات آنذاك وقبل الاستقلال، ومن أهم المؤسسات في ذلك الوقت:-
- بلدية المنامة (العاصمة) في 1919.
- تعليم نظامي للبنين في 1919، وللبنات في 1928.
- مجلس المعارف في 1956: بنظم شؤن المؤسسات الأخرى.
- مجلس الصحة في 1965.

### المجلس الإداري
على إثر إقصاء المستشار البريطاني تشارلز بلغريف وتعرض حاكم البحرين آنذاك الشيخ سلمان بن حمد آل خليفة لجلطة في الرأس أقعدته عن حكم البلاد فقد قام ولي العهد وقتها الشيخ عيسى بن سلمان آل خليفة بإنشاء المجلس الإداري في عام 1956 حيث شكل ذلك بداية الإصلاح الإداري في مملكة البحرين حيث أنشئ المجلس الإداري كمجلس معين من مديري الدوائر والمسئولين في الحكومة كجهاز تنفيذي موحد استمر حتى عام 1970.
تولى رئاسة المجلس الإداري الشيخ عبدالله بن عيسى آل خليفة وبعد وفاته تولى رئاسة المجلس الشيخ خليفة بن سلمان آل خليفة حيث كان يقوم بدور رئيسي في إدارة المجلس أثناء حياة سلفه عبد الله.

#### صلاحيات المجلس الإداري
- التنسيق بين إدارات الحكومة.
- البحث في شئون المواضيع الإدارية.

### مجلس الدولة
في المرحلة الانتقالية من الحماية البريطانية إلى الاستقلال تشكل مجلس الدولة الذي كان يشكل تنظيم لإعداد المؤسسات الحكومية لدخول مرحلة ما بعد الاستقلال وتم إنشائه في 19 يناير 1970 واستمر إلى 15 أغسطس 1971 حيث حل محله مجلس الوزراء ومجلس الدولة هو الجهاز التنفيذي والإداري للبحرين. وأعضائه هم رؤساء الدوائر الحكومية وترأس المجلس الشيخ خليفة بن سلمان آل خليفة وكانت مناقشات المجلس سرية وقراراته تصدر بالأغلبية بين أعضاء مجلس الدولة ورئيسه.

#### اختصاصات مجلس الدولة
تنفيذ السياسة العامة للدولة وفق القوانين والمراسيم والأنظمة، بالكيفيات التالية:-
- إصدار القرارات الإدارية.
- سن المراسيم والأنظمة.
- إعداد ميزانية الدولة.

### مجلس الوزراء
في 15 أغسطس 1971 استقلت البحرين عن بريطانيا فتم تغير مسمى أمارة البحرين الى دولة البحرين ومسمى حاكم البحرين إلى أمير دولة البحرين وكما تم تغير مسمى مجلس الدولة إلى مجلس الوزراء ومسمى رئيس مجلس الدولة الى رئيس مجلس الوزراء وكما تم تغير مسمى الدوائر إلى وزارات ومسمى رؤساء الدوائر إلى وزراء , وأصبح الشيخ خليفة بن سلمان آل خليفة رئيساً لمجلس الوزراء
شهدت تلك الفترة تغيرات كبيرة أدت إلى تطويرات طالت جوانب الحياة السياسية والاقتصادية والاجتماعية في البلاد.
مجلس الوزراء يشكل العضو الفعال في السلطة التنفيذية في مملكة البحرين والتي بدورها تمثل الحكومة ويتقاسم مجلس الوزراء مع الملك رئاسة السلطة التنفيذية.

#### وظائف مجلس الوزراء
- تسيير مصالح الدولة.
- رسم سياسة الحكومة وتنفيذها.
- الإشراف على سير العمل في الجهاز الحكومي.

## رؤساء مجلس الوزراء

### رؤساء مجلس وزراء مملكة البحرين منذ 15 أغسطس 1971 - حتى الأن
|   | الاسم                                            | الصورة | فترة تولي المنصب | فترة تولي المنصب |
| - | ------------------------------------------------ | ------ | ---------------- | ---------------- |
| 1 | صاحب السمو الملكي الأمير خليفة بن سلمان آل خليفة |        | 15 أغسطس 1971    | 11 نوفمبر 2020   |
| 2 | صاحب السمو الملكي الأمير سلمان بن حمد آل خليفة   |        | 11 نوفمبر 2020   | حتى الأن         |

## نواب رئيس مجلس الوزراء

### قائمة نواب رئيس مجلس الوزراء منذ 11 نوفمبر 2002 حتى الآن
| الاسم                          | الصورة | المنصب                          | فترة تولي المنصب | فترة تولي المنصب |
| ------------------------------ | ------ | ------------------------------- | ---------------- | ---------------- |
| الأمير سلمان بن حمد آل خليفة   |        | النائب الأول لرئيس مجلس الوزراء | 11 مارس 2013     | 11 نوفمبر 2020   |
| الشيخ عبدالله بن خالد آل خليفة |        | نائب رئيس مجلس الوزراء          | 11 نوفمبر 2002   | 11 ديسمبر 2006   |
| الشيخ محمد بن مبارك آل خليفة   |        | نائب رئيس مجلس الوزراء          | 11 نوفمبر 2002   | 13 يونيو 2022    |
| الشيخ علي بن خليفة آل خليفة    |        | نائب رئيس مجلس الوزراء          | 26 سبتمبر 2005   | 13 يونيو 2022    |
| جواد سالم العريض               |        | نائب رئيس مجلس الوزراء          | 11 ديسمبر 2006   | 13 يونيو 2022    |
| الشيخ خالد بن عبدالله آل خليفة |        | نائب رئيس مجلس الوزراء          | 2 نوفمبر 2010    | حتى الآن         |

## أعضاء مجلس الوزراء الحالي
أعضاء مجلس الوزراء بموجب المرسوم الملكي رقم 68 لسنة 2022 حيث تشكلت الحكومة في يوم الأثنين 21 نوفمبر 2022 وذالك بعد أستقالة الحكومة السابقة في نفس اليوم عملاً بالمادة 33 من الدستور والتي ينص على تشكيل حكومة جديدة بعد الأنتخابات البرلمانية

### أعضاء مجلس الوزراء البحريني 2022
| الأسم                                         | المنصب                                | تاريخ تولي المنصب |
| --------------------------------------------- | ------------------------------------- | ----------------- |
| الأمير سلمان بن حمد آل خليفة                  | رئيس مجلس الوزراء                     | 11 نوفمبر 2020    |
| الشيخ خالد بن عبدالله آل خليفة                | نائب رئيس مجلس الوزراء                | 2 نوفمبر 2010     |
| الفريق أول ركن الشيخ راشد بن عبدالله آل خليفة | وزير الداخلية                         | 22 مايو 2004      |
| الشيخ عيسى بن سلمان بن حمد آل خليفة           | وزير ديوان رئيس مجلس الوزراء          | 2 يونيو 2025      |
| الدكتور عبداللطيف بن راشد الزياني             | وزير الخارجية                         | 11 فبراير 2020    |
| الشيخ سلمان بن خليفة آل خليفة                 | وزير المالية والاقتصاد الوطني         | 4 ديسمبر 2018     |
| جميل بن محمد علي حميدان                       | وزير العمل                            | 13 يونيو 2022     |
| غانم بن فضل البوعينين                         | وزير شؤون مجلسي الشورى والنواب        | 4 مارس 2016       |
| الفريق الركن عبدالله بن حسن النعيمي           | وزير شؤون الدفاع                      | 4 ديسمبر 2018     |
| وائل بن ناصر المبارك                          | وزير شؤون البلديات والزراعة           | 13 يونيو 2022     |
| الدكتور محمد بن مبارك بن دينه                 | وزير النفط والبيئة                    | 13 يونيو 2022     |
| الشيخ عبدالله بن أحمد بن عبدالله آل خليفة     | وزير المواصلات والاتصالات             | 6 نوفمبر 2024     |
| إبراهيم بن حسن الحواج                         | وزير الأشغال                          | 13 نوفمبر 2022    |
| يوسف بن عبدالحسين خلف                         | وزير الشؤون القانونية                 | 13 نوفمبر 2022    |
| ياسر بن إبراهيم حميدان                        | وزير شؤون الكهرباء والماء             | 13 نوفمبر 2022    |
| الدكتورة جليلة بنت السيد جواد                 | وزيرة الصحة                           | 13 نوفمبر 2022    |
| نواف بن محمد المعاودة                         | وزير العدل والشؤون الإسلامية والأوقاف | 13 نوفمبر 2022    |
| حمد بن فيصل المالكي                           | وزير شؤون مجلس الوزراء                | 13 نوفمبر 2022    |
| أمنة بنت أحمد الرميحي                         | وزيرة الإسكان والتخطيط العمراني       | 13 نوفمبر 2022    |
| نور بنت علي الخليف                            | وزيرة التنمية المستدامة               | 13 نوفمبر 2022    |
| فاطمة بنت جعفر الصيرفي                        | وزيرة السياحة                         | 13 نوفمبر 2022    |
| الدكتور رمزان بن عبدالله النعيمي              | وزير شؤون الإعلام                     | 13 نوفمبر 2022    |
| الدكتور محمد بن مبارك جمعة                    | وزير التربية والتعليم                 | 21 نوفمبر 2022    |
| عبدالله بن عادل فخرو                          | وزير الصناعة والتجارة                 | 21 نوفمبر 2022    |
| روان بنت نجيب توفيقي                          | وزيرة شؤون الشباب                     | 21 نوفمبر 2022    |
| أسامة بن صالح العلوي                          | وزير التنمية الاجتماعية               | 6 نوفمبر 2024     |

## التشكيلات الوزارية

### قائمة الحكومات التي تشكلت في مملكة البحرين منذ 15 أغسطس 1971 - حتى الأن
|    | الحكومة           | بداية الفترة   | نهاية الفترة   | رئيس الوزراء                   |
| -- | ----------------- | -------------- | -------------- | ------------------------------ |
| 1  | مجلس الوزراء 1971 | 15 أغسطس 1971  | 11 ديسمبر 1973 | الأمير خليفة بن سلمان آل خليفة |
| 2  | مجلس الوزراء 1973 | 15 ديسمبر 1973 | 24 أغسطس 1975  | الأمير خليفة بن سلمان آل خليفة |
| 3  | مجلس الوزراء 1975 | 25 أغسطس 1975  | 25 يونيو 1995  | الأمير خليفة بن سلمان آل خليفة |
| 4  | مجلس الوزراء 1995 | 26 يونيو 1995  | 30 مايو 1999   | الأمير خليفة بن سلمان آل خليفة |
| 5  | مجلس الوزراء 1999 | 31 مايو 1999   | 10 نوفمبر 2002 | الأمير خليفة بن سلمان آل خليفة |
| 6  | مجلس الوزراء 2002 | 11 نوفمبر 2002 | 10 ديسمبر 2006 | الأمير خليفة بن سلمان آل خليفة |
| 7  | مجلس الوزراء 2006 | 11 ديسمبر 2006 | 31 أكتوبر 2010 | الأمير خليفة بن سلمان آل خليفة |
| 8  | مجلس الوزراء 2010 | 2 نوفمبر 2010  | 30 نوفمبر 2014 | الأمير خليفة بن سلمان آل خليفة |
| 9  | مجلس الوزراء 2014 | 6 ديسمبر 2014  | 2 ديسمبر 2018  | الأمير خليفة بن سلمان آل خليفة |
| 10 | مجلس الوزراء 2018 | 4 ديسمبر 2018  | 21 نوفمبر 2022 | الأمير خليفة بن سلمان آل خليفة |
| 10 | مجلس الوزراء 2018 | 4 ديسمبر 2018  | 21 نوفمبر 2022 | الأمير سلمان بن حمد آل خليفة   |
| 11 | مجلس الوزراء 2022 | 21 نوفمبر 2022 | حتى الأن       | الأمير سلمان بن حمد آل خليفة   |

## الأمانة العامة لمجلس الوزراء
لمجلس الوزراء البحريني أمانة عامة , ووفقاً للمرسوم رقم 13 لسنة 2021 تشكل الأمانة العامة لمجلس الوزراء من كل من:
- أمين عام مجلس الوزراء (بدرجة وكيل وزارة) ويتبعه:
  - الأمين العام المساعد للموارد وإدارة الجلسات (بدرجة وكيل مساعد) ويتبعه:
    - أدارة أمانة سر الجلسات
    - أدارة نظم المعلومات والوثائق
    - أدارة الموارد البشرية والمالية

  - الأمين العام المساعد للجان والمتابعة (بدرجة وكيل مساعد) ويتبعه:
    - أدارة شؤون اللجان
    - أدارة الأعداد والمتابعة

الأمين العام الحالي لمجلس الوزراء هي: مي محمد عاشور منذ 25 ديسمبر 2022

### قائمة الأمناء العامين لمجلس الوزراء
|   | الاسم                    | بداية الفترة   | نهاية الفترة   |
| - | ------------------------ | -------------- | -------------- |
| 1 | علي أبراهيم المحروس      | 23 سبتمبر 1995 | 19 ديسمبر 1999 |
| 2 | الدكتور ياسر عيسى الناصر | 19 ديسمبر 1999 | 22 نوفمبر 2020 |
| 3 | حمد فيصل المالكي         | 22 نوفمبر 2020 | 13 يونيو 2022  |
| 4 | مي محمد عاشور            | 25 ديسمبر 2022 | حتى الأن       |